# 哈尔滨市图书馆
哈尔滨市图书馆是黑龙江省哈尔滨市的一座图书馆，位于南岗区学府路49号。图书馆始建于1926年。

## 历史
哈尔滨市图书馆的前身是市立图书馆，原址位于一曼街249号。1991年1月22日位于学府路的新馆落成，原址则作为分馆，并设市少年儿童图书馆和朝鲜族寅杓儿童图书馆。因建筑被鉴定为D级危房，设于原址的分部均已暂停开放。
图书馆网络现有47个社区和行业分馆，以及36家图书流动站。